# 卡亚俄大区
卡亞俄大區（西班牙語：Gobierno Regional del Callao）是秘魯西部的一個大區，西臨太平洋，東為首都利馬。面積146.98平方公里，是全國面積最小的大區。2007年人口810,568人。首府卡亞俄。
2002年以前屬利馬大區。下分1省7區，即卡亞俄憲法省（Provincia Constitucional del Callao）。